# Madame de La Fayette
Madame de La Fayette (Paris, 18 de março de 1634 – Paris, 26 de maio de 1693) foi uma escritora francesa, autora de La Princesse de Clèves (1678), o primeiro romance histórico da França e um dos primeiros romances da literatura.

## Biografia
Nascida Marie-Madeleine Pioche de La Vergne, em uma família da pequena nobreza, com um ano de idade se mudou para Paris. Com 16 anos ela se tornou dama de honra da rainha Ana de Áustria e começou a receber educação literária de Gilles Ménage, que a introduziu aos salões de Madame de Rambouillet e Madeleine de Scudéry. Também foi amiga de La Rochefoucauld, que a fez entrar em contato com figuras importantes da literatura francesa, como Racine e Boileau.
Seu pai morreu em 1649, e em 1650, sua mãe se casou então com o cavaleiro Renaud de Sévigné, tio da Marquesa de Sévigné, a qual se tornaria sua amiga para o resto de suas vidas.
Se casou em 1655 com François Motier, Conde de La Fayette, com quem teve dois filhos.

## Obras
- La Princesse de Montpensier (1662), publicado anonimamente.
- Zaïde (1669-71), assinado como Segrais mas de atribuição relativamente segura à Madame de La Fayette.
- A Princesa de Clêves - no original La Princesse de Clèves (1678), sua obra mais famosa, a primeira novela genuinamente francesa e o protótipo da novela psicológica. Publicado anonimamente.

As seguintes obras só apareceram depois de sua morte:
- La Comtesse de Tende (1718);
- Histoire d'Henriette d'Angleterre (1720);
- Memoires de la Cour de France (1731).